# Nuno Mendes
Nuno Mendes (? — fevereiro de 1071) foi o derradeiro conde de Portucale descendente da família de Vímara Peres. Filho do conde Mendo Nunes, a quem sucedeu por volta de 1050. Padroeiro do Mosteiro de Guimarães, aparece pela primeira vez na cúria régia do rei Fernando I em 1059, e com o título do conde em 1070 quando confirmou uma doação do rei Garcia.
As suas aspirações a uma maior autonomia dos portucalenses face ao Reino de Leão levaram-no a enfrentar Garcia I da Galiza e a reclamar o título de Portugal em 1070. Em 18 de fevereiro de 1071 trava-se a batalha de Pedroso, junto do Mosteiro de Tibães a qual teve como desfecho final a sua derrota - e morte, travando assim as ambições dos barões portucalenses. A notícia desta batalha é mencionada nos Anais Velhos de Portugal:
| “ | Na Era de 1109, no mês de Fevereiro, os Portucalenses travaram uma batalha contra o rei D. Garcia, filho do rei D. Fernando. O seu chefe nessa batalha era o conde Nuno Mendes. Morreu nela e todos os seus fugiram. O rei teve vitória sobre eles no lugar chamado Pedroso, entre Braga e o rio Cávado. | ” |

Sabe-se que possuía bens em Nogueira, Santa Tecla, Dadim, Cerqueda, Gualtar e Barros (Braga), que lhe foram confiscados por ocasião da sua derrota, e uma parte dos bens foram dados depois por Afonso VI de Leão à filha  do conde Nuno, Loba, e a seu genro, o alvazil Sisnando Davides. Terá ainda fundado o mosteiro de Caramos onde hoje se encontra edificada a Igreja Conventual de Caramos. O seu inimigo rei Garcia não teria melhor sorte, pois no ano seguinte seria preso pelo irmão Afonso VI de Leão, assim vivendo até falecer em 1090; em 1094, o condado de Portucale seria restaurado na pessoa de Henrique de Borgonha, conde de Portucale.

## Matrimónio e descendência
Casou com Goncina com quem aparece em 17 de fevereiro de 1071 fazendo uma doação ao Mosteiro de Santo Antonino de Barbudo de umas propriedades em Luivão, confirmando como Ego comes Nunus Menendiz et uxor mea comitissa domna Goncina. Embora a batalha de Pedroso foi erradamente datada em janeiro do mesmo ano, conforme mencionado na Chronica Gothorum, esta doação demonstra que a batalha teve lugar um mês depois.
Teve pelo menos uma filha, Loba "Aurevelido" Nunes, a esposa de Sisnando Davides, os pais de Elvira Sisnandes, casada com Martim Moniz, filho de Munio Fromarigues, que sucedeu a Sisnando no governo do condado.
Também podeira ser o pai do conde Gomes Nunes de Pombeiro. De acordo com as fontes portuguesas, o conde Gomes Nunes de Pombeiro era filho do Conde Nuno Velasques (ou Vasques). No entanto, Nuno aparece num documento de 1070 no Mosteiro de Sahagún com a sua esposa Fronilde Sanches e seus filhos, Afonso, Mendo, Sancho e Elvira Nunes com nenhuma menção de um filho chamado Gomes. O conde Fernando Nunes também aparece com a sua esposa Mor Rodrigues em uma carta datada de 29 de dezembro de 1127 fazendo uma doação à Catedral de Ourense de sua parte no Mosteiro de Santa Maria de Porqueira, que, como ele mesmo diz, ele tinha herdado de sua avó Goncina e de seu pai, Nuno Mendes . Além disso, Gomes Nunes de Pombeiro também aparece em 1138 na doação de um imóvel que ele tinha herdado da condessa Goncina, "a mãe do meu pai" e, poucos anos antes, em 1126, ele fez outra doação à Abadia de Cluny em que ele menciona a seu irmão Fernando Nunes.